# Elizabeth Lucar
Elizabeth Lucar ( Elizabeth Withypoll ) est née en 1510 et morte le 29 octobre 1537. Elle était une calligraphe anglaise. C'est une personne aux multiples talents : elle parle couramment le latin, l'espagnol et l'italien, et est également une musicienne accomplie, une travailleuse d'aiguille et algoriste. Elle est membre d'une famille marchande très éminente et riche détenant la faveur royale et la fonction civique, son mariage a uni des intérêts communs au sein de la Compagnie des Marchands Taylors.

## Épitaphe
Elizabeth Lucar nait et décède à Londres et est largement connue grâce à une inscription sur sa tombe de l'église St Laurence Pountney, à Londres. L'épitaphe est rédigée par John Stow .
Après la destruction de l'église St. Laurence Pountney lors du grand incendie de Londres de 1666, l'inscription de la plaque de laiton est déplacée à St. Michael, Crooked Lane.

## Curieuse calligraphie
Dans un ouvrage publié en 1904, Carvalho fait référence à un essai sur le sujet de la calligraphie écrit par Elizabeth Lucar en 1525, à l'âge de 15 ans, intitulé Curious Calligraphy .  C'est, selon lui, le premier essai anglais sur ce sujet, et cette affirmation est répétée ailleurs. Cependant, l'original bibliographique ou manuscrit de ce supposé travail Curious Calligraphy n'est ni cité ni apparent, et le terme «calligraphie» lui-même semble anachronique pour l'usage anglais de cette date. Ballard, dans ses Mémoires d'Elizabeth Lucar en 1752, ne mentionne pas un essai mais la décrit comme «une curieuse calligraphe». Il est possible que Carvalho, lisant la ligne de son épitaphe «Elle a travaillé tous les travaux d'aiguille que les femmes exercent», l'a interprété comme signifiant «elle a écrit (sur) tous les travaux d'aiguille». La dualité du sens de «travaillé» et «écrit» est reconnue ailleurs, mais dans l'un ou l'autre sens, cette ligne peut seulement signifier qu'elle délimite elle-même les modèles qu'elle rend ensuite dans la couture. La ligne «Trois mains pourrait-elle écrire, les faire tous» indique cependant qu'elle peut écrire magnifiquement dans trois styles d'écritures différentes.

## Connexions réformistes
La date du décès d'Elizabeth Lucar est notée (par interpolation) dans le Calendrier du Livre d'heures du XVe siècle connu sous le nom d'heures de Beaufort / Beauchamp . Un texte très similaire est annoté dans le calendrier d'une copie imprimée de 1535 du Prymer de William Marshall . L'identité textuelle des inscriptions dans ces deux calendriers indique qu'elles appartiennent à quelqu'un de profondément intéressé par les lectures de psaume de la Réforme et à qui Elizabeth est bien connue.
Le patronage d'art religieux du père d'Elizabeth, Paul Withypoll, est illustré par le Triptyque Withypool, une peinture de dévotion de la Vierge et l'enfant avec les saints Catherine et Ursula, y compris un portrait de Paul Withypoll. Une figure féminine est représentée jouant du luth. Ce chef-d'œuvre est commandé par Paul à l'artiste italien Antonio Solario et achevé en 1514 .

## Famille
Elizabeth est la fille de Paul Withypoll (c.1485–1547), Maître Marchand Taylor, conseiller municipal et député de Londres  et de son épouse Anne, fille de Robert Curzon de Brightwell, Suffolk. Paul est le troisième fils de John Withypoll de Bristol et de sa femme Alyson, fille et héritière de John à Gaunt de Cardiff; et John Withypoll de Bristol est le fils de Robert Withypoll de Wythipool dans le Shropshire.

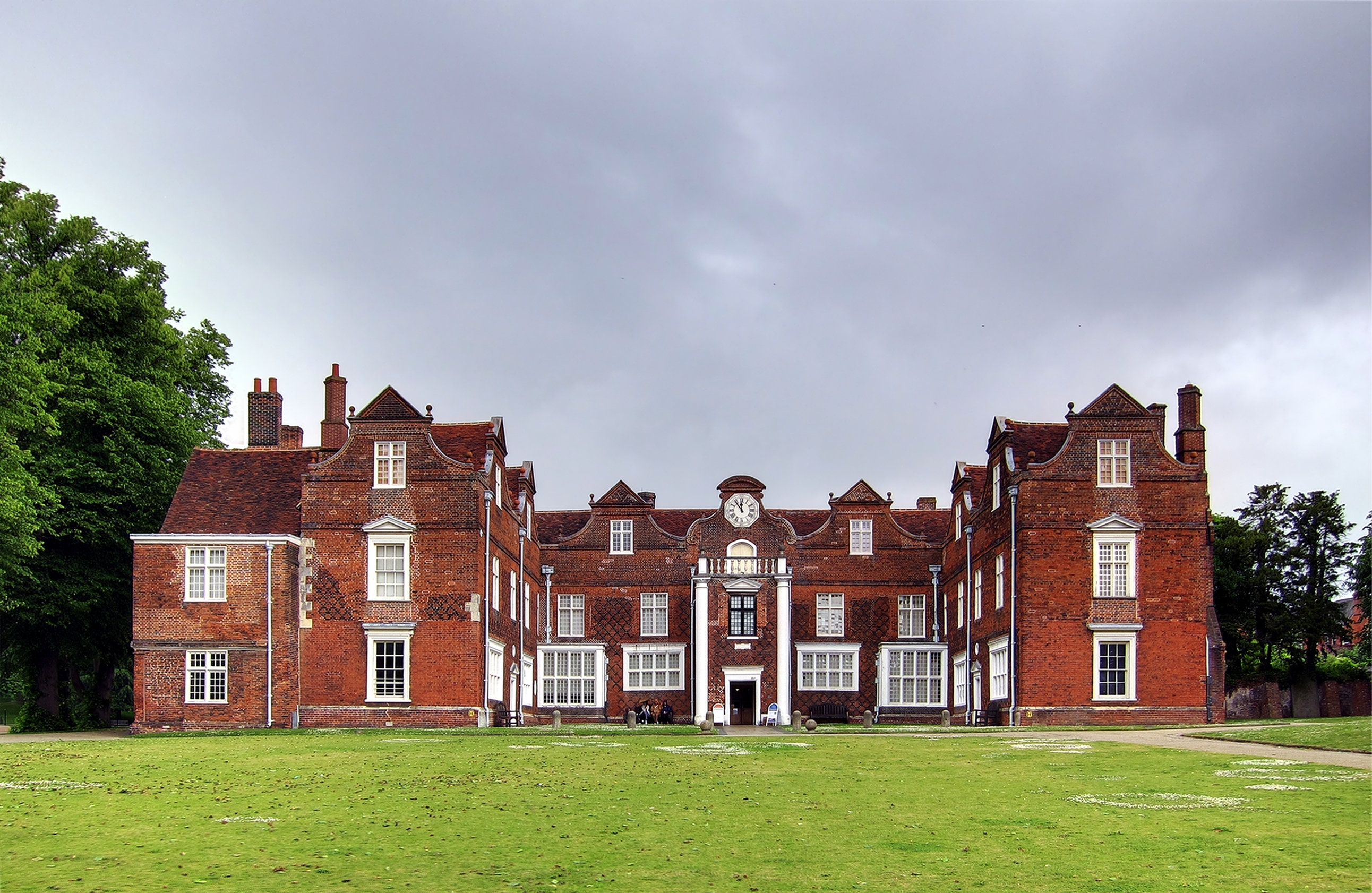
Christchurch Mansion, Ipswich, construit par Edmund Withypoll en 1548-1550 sur le site de l'ancien prieuré de la Sainte Trinité, acheté par son père Paul Withypoll.

Elizabeth est la sœur d'Edmund Withypoll, député  qui, après que leur père ait acheté le site du Prieuré de la Sainte Trinité des chanoines augustins à Ipswich, y construit Christchurch Mansion comme maison privée en 1548 –50 . Edmund Withypoll d'Ipswich et son épouse Elizabeth Hynde ont 18 enfants (dont plusieurs n'ont pas survécu à l'enfance) dont Elizabeth était la tante.  
En 1532, Elizabeth reçoit un legs de 50 £ de son oncle extrêmement riche Robert Thurne ou Thorne, marchand de Londres et de Bristol (qui avait épousé sa tante Ellen Withypoll). Les familles Thorne et Withypoll (entre lesquelles il y a des liens de parenté plus anciens) sont engagées dans un syndicat commercial international et sont de remarquables collectionneurs d'objets précieux. 
Elizabeth épouse Emanuel Lucar. Emmanuel Lucar est l'arrière-petit-fils de Richard Lucar, qui est intendant du duc d'Exeter à l'époque d' Henri VI d'Angleterre, de John Lucar de Bridgwater, fils de John Lucar de Wythecomb , . Les enfants d'Elizabeth - Emanuel, Henry, Mary, Jane et une autre fille - et ceux de la deuxième épouse de son mari Joan Turnbull ou Trumball  sont montrés dans la Visitation du Herald de 1568 de Londres.
Un portrait peint d'Elizabeth Lucar est mentionné dans le testament d'Emanuel Lucar.